# Apudessief
De apudessief is een zeldzame naamval met als hoofdbetekenis "naast, grenzend aan". De apudessief komt als aparte naamval voor in het Tsezisch, Bezjta en enkele andere Nach-Dagestaanse talen. In andere talen met naamvallen wordt de betekenis uitgedrukt met behulp van andere naamvallen zoals de locatief of de adessief.